# Michiel de Ruyter

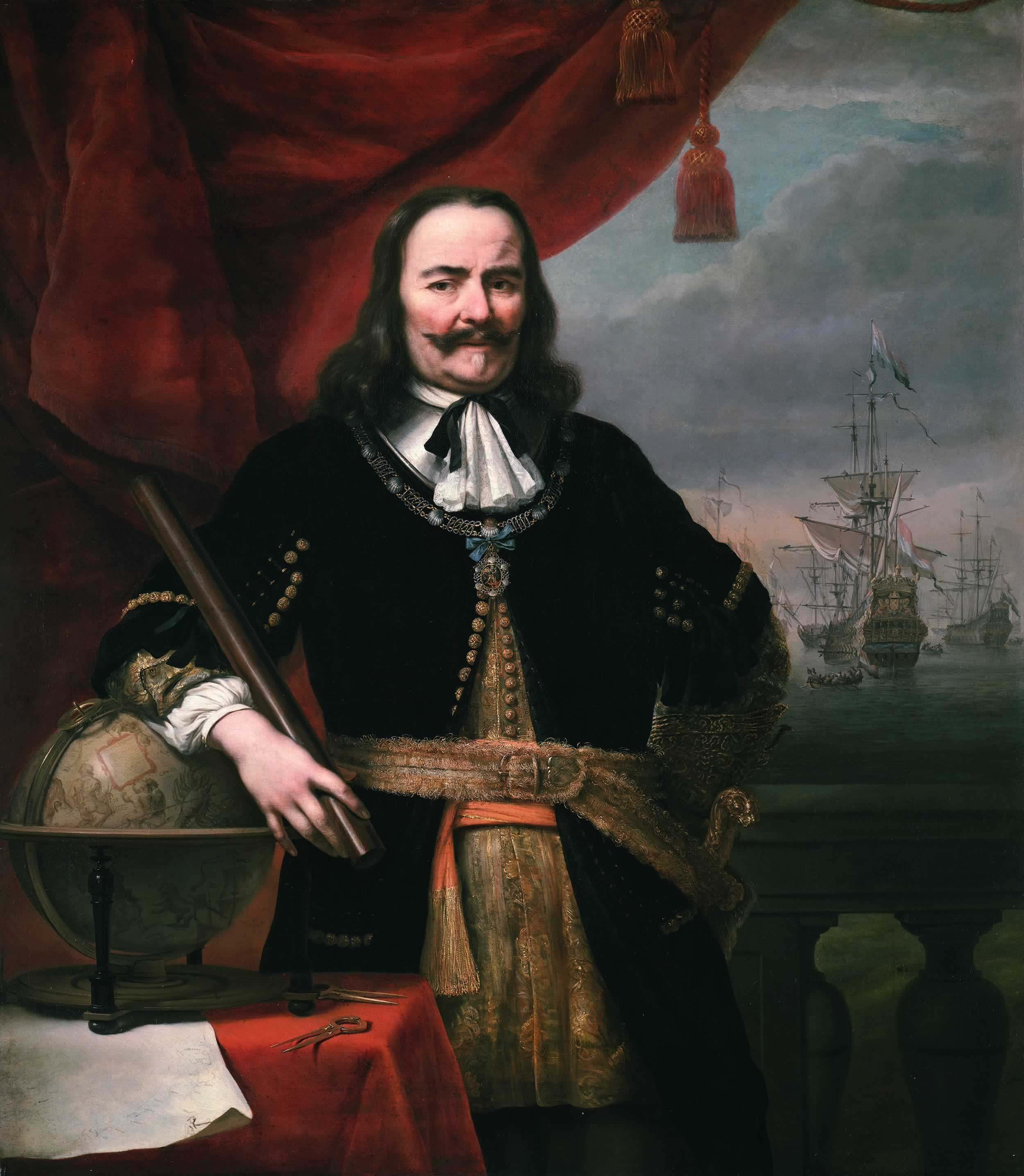
Michiel de Ruyter, 1667

Michiel Adriaenszoon de Ruyter (* 24. März 1607 in Vlissingen; † 29. April 1676 an den Folgen einer Verwundung an Bord seines Schiffes in der Bucht von Syrakus, begraben 18. März 1677 in der Nieuwe Kerk, Amsterdam) war ein niederländischer Admiral. Er ist einer der populärsten Seehelden in der Geschichtsschreibung der Niederlande.

## Leben
Als viertes von 11 Kindern des Seemannes und späteren Bierlieferanten Adriaens Michielszoon und Alida Jansdochter besuchte er nur wenige Schulen. Bereits 1617 gab der Vater ihn bei der Reederei der Gebrüder Lampsen in eine Seiler-Lehre. Da de Ruyter lieber zur See fahren wollte, statt diesen Beruf zu erlernen, ging er am 3. August 1618 mit dem Einverständnis der Eltern und des Lehrherren als Schiffsjunge an Bord eines Schiffes der Reederei der Familie Lampsins, wo er in den Folgejahren das Seemannshandwerk von Grund auf erlernte. Im Alter von 15 Jahren wurde er 1622 Matrose. Im selben Jahr trat er in das Heer des Prinzen Moritz von Oranien ein, heuerte jedoch noch zu Ende des Jahres als Bootsmannsmaat auf einem niederländischen Kriegsschiff an, erhielt im Kampf gegen die Spanier seine Feuertaufe und wurde durch einen Lanzenstich beim Enterkampf am Kopf leicht verletzt. Es sollte bis zu seiner tödlichen Verwundung im Jahr 1676 seine einzige Verwundung bleiben.
Wenig später geriet de Ruyter in spanische Gefangenschaft, konnte aber auf abenteuerliche Weise fliehen und erreichte mittellos wieder die Heimat. Auf einem Schiff der Lampsen-Reederei erhielt er eine Stelle als Steuermannsmaat. Am 16. März 1631 heiratete de Ruyter seine erste Frau Maria Velters, die jedoch bereits am 31. Dezember 1631 bei der Totgeburt einer Tochter verstarb. Nach dem erfolgreichen Abschluss seiner Steuermannsausbildung trat de Ruyter 1633 in den Dienst des Kapitäns Jochem Janssen an Bord des Walfangschiffes De Groene Leeuw der Grönländischen Kompagnie und bewährte sich auf Fangfahrten nach Grönland und Spitzbergen.
Am 1. Juli 1636 heiratete de Ruyter seine zweite Frau Kornelia Engels. Aus dieser Ehe gingen vier Kinder hervor. Wegen seiner Erfahrungen als Seemann und Soldat wurde ihm 1637 von den Reedern und Kaufleuten Vlissingens das Kommando eines kleinen Kriegsschiffes mit zehn Kanonen für den Kampf gegen die Dünkirchner Piraten übergeben. Mit großem Erfolg führte er den Kampf gegen diese Seeräuber. Anschließend übernahm er als Kapitän ein Handelsschiff der Lampsen-Reederei und unternahm 1640 zwei Reisen nach Brasilien und Westindien. Auf diesen Fahrten korrigierte er auch die oft ungenauen Seekarten dieser Gewässer.

## Kriegsmarine
Im 1641 ausgebrochenen Krieg der Niederlande und Portugals gegen Spanien wurde de Ruyter in der Flotte des Admirals Gysel als Schout-bij-nacht (deutsch Konteradmiral) der Befehlshaber der Nachhut. In der Seeschlacht bei Kap St. Vincent verhinderte de Ruyter durch seinen Einsatz die Vernichtung der niederländischen Flotte. Nach dem Krieg war er erneut zehn Jahre als Handelsschiffkapitän und Kaufmann der Lampsen-Reederei vor allem in der Karibik und im Mittelmeer tätig. Mehrfach gelang es ihm durch sein seemännisches Können, Schiff und Besatzung in schweren Stürmen zu retten. Er erwarb bei seinen Reisen ein beträchtliches Vermögen. Um 1650 starb seine Frau Kornelia. Im Jahr 1652 heiratete de Ruyter Anna van Gelder, die Witwe eines auf See gebliebenen Kapitäns. Das Ehepaar hatte zwei Töchter.

### Erster Englisch-Niederländischer Krieg
Mit dem ersten Englisch-Niederländischen Seekrieg begann 1652 als Geschwaderkommandeur die eigentliche militärische Karriere de Ruyters. Er führte erfolgreiche Gefechte unter anderem 1652 vor Plymouth, bei Kentish Knock und bei Dungeness sowie 1653 während der Dreitageschlacht, vor Ouder Gabbard und bei Katwijk-Terheide. Nach dem Ende des Krieges 1654 kämpfte er erneut gegen französische und nordafrikanische Piraten im Mittelmeer. Er eroberte die aus Brasilien kommende portugiesische Zuckerflotte. 1655 zog de Ruyter mit seiner Familie von Vlissingen nach Amsterdam.

### Zweiter Nordischer Krieg
Unter Admiral Wassenaer Obdam kämpfte er 1656 im Zweiten Nordischen Krieg mit den Polen vor Danzig gegen die feindlichen Schweden. Im Bündnis mit Dänemark gegen die Schweden besetzte er im November 1659 die dänische Festung Nyborg. Für seine Verdienste verlieh ihm der dänische König Friedrich III. ein Wappen.

### Wieder gegen England
In den Kämpfen mit England nach dem ersten Seekrieg eroberte de Ruyter die niederländische Kolonie Guinea (Westafrika) von den Engländern zurück, kaperte in der Karibik und eroberte vor Neufundland eine englische Fischfangflotte. Nach der Schlacht in der Bucht von Bergen führte er einen Geleitzug von Bergen in die Niederlande. Außerdem verbesserte er zwischen dem ersten und zweiten Seekrieg die Ausbildung der niederländischen Schiffsbesatzungen und seine eigene Taktik.

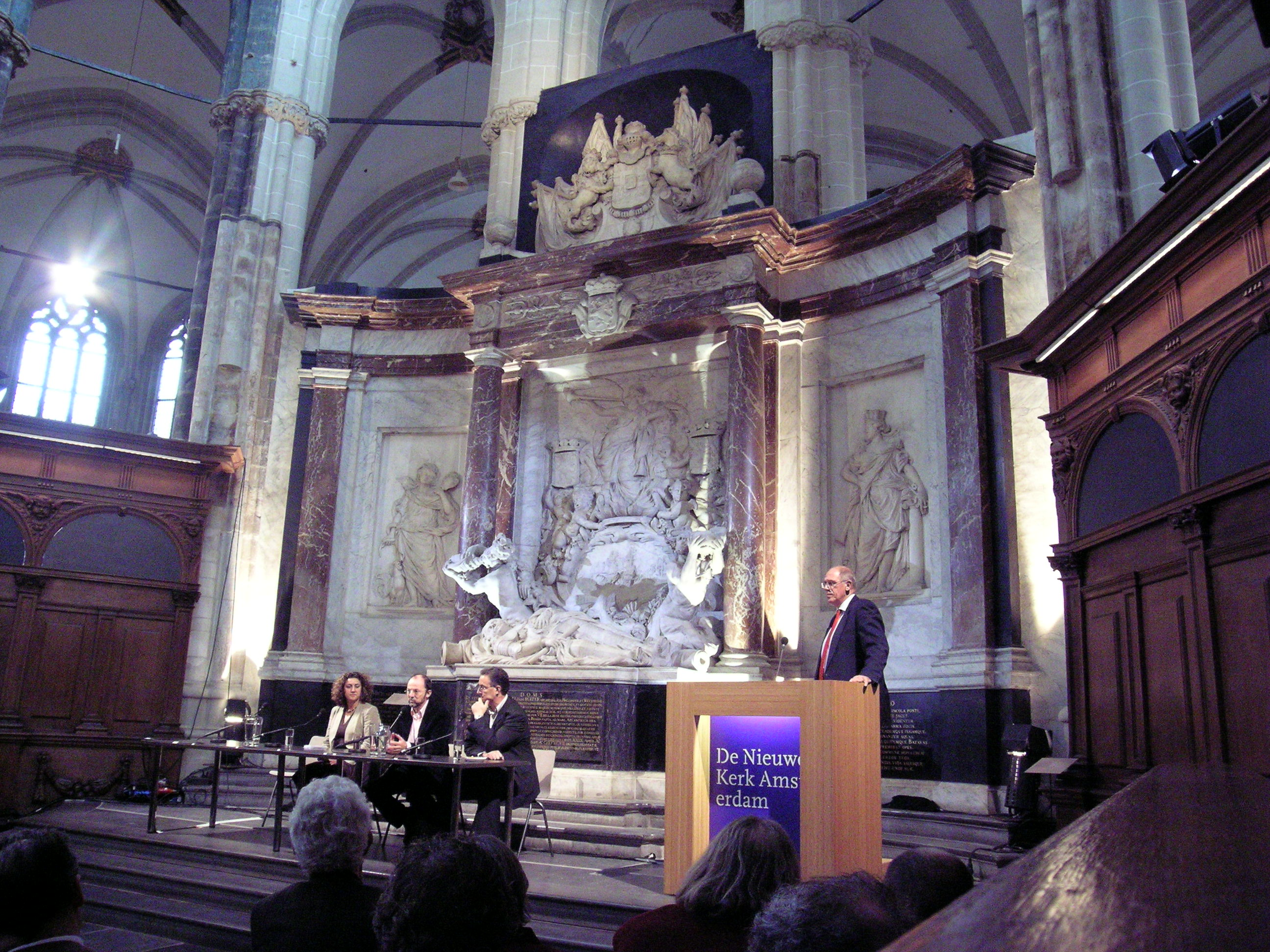
Praalgraf (Prunkgrab) an Stelle eines Hochaltars in der Nieuwe Kerk (Amsterdam) in Amsterdam, von Rombout Verhulst gefertigt

1664 zerstörte er das britische Fort Tasso auf der Insel Tasso im heutigen Sierra Leone. Er hinterließ eine Inschrift im De-Ruyter-Stein, dem ältesten Nationaldenkmal des Landes.
Beim Ausbruch des zweiten Englisch-Niederländischen Seekrieges im Jahr 1665 wurde de Ruyter von der niederländischen Admiralität zum „Admiralleutnant“ ernannt und zum „Befehlshaber der Flotte der Generalstaaten“ berufen. Die Viertageschlacht vom 11. Juni bis 14. Juni 1666 zwischen der Küste von Flandern und der Mündung der Themse wurde zu einem der größten Siege de Ruyters. Er führte die Schlacht von seinem berühmten Flaggschiff De Zeven Provinciën. Die Niederländer verloren vier Schiffe, die Engländer 23. Im Jahr 1667 folgte ein tollkühner Vorstoß in die Themse (Überfall im Medway) bis Chatham. Dabei versenkten die Niederländer mehrere englische Kriegsschiffe und zerstörten etliche der die Fahrrinne deckenden Landbatterien. Das Linienschiff Royal Charles wurde erobert und als Beute mitgeführt. Im nahen London brach angesichts der Nähe der Niederländer Panik aus.
Vom Ende des zweiten Seekrieges 1667 bis zum Beginn des dritten Seekrieges gegen England im Jahr 1672 lebte de Ruyter bei seiner Familie in Amsterdam. Im dritten Englisch-Niederländischen Seekrieg führte er wieder das Kommando über die niederländische Flotte. Er siegte in den Schlachten in der Solebay am 7. Juni 1672 und vor Texel am 21. August 1673.
Nach dem Ende des dritten Seekrieges im Jahr 1674 griff Frankreich auf Seiten der Engländer in die Kämpfe ein. De Ruyter griff am 16. Juli 1674 die französische Karibikinsel Martinique an, wurde aber zurückgeschlagen. 1675 wurde er zum General-Admiralleutnant befördert. Während der unentschiedenen Seeschlacht bei Augusta – seiner 39. Seeschlacht – gegen die überlegene französische Flotte unter Admiral Duquesne am 22. April 1676 wurde de Ruyter durch eine Kanonenkugel der rechte Fuß zerschossen. An den Folgen dieser Verwundung starb er am 29. April 1676 an Bord seines Flaggschiffs Eendracht.
Bei der Heimführung des Leichnams erwiesen alle Schiffe, die der niederländischen Flotte begegneten, dem Gefallenen mit Salutschüssen und Dippen der Flagge die letzte Ehre. Amsterdam erlebte eine der größten Trauerfeiern seiner Geschichte.

## Rezeption
Michiel de Ruyter wird von Historikern als ein bescheidener Mensch beschrieben, der seine Karriere bei der Kriegsmarine niemals angestrebt hatte. Gegen Beförderungen argumentierte er, er sei „ungeeignet und zu der Arbeit absolut nicht fähig“. Der Historiker Christoph Driessen urteilt über ihn: „Obwohl de Ruyter für seine Dienste reich belohnt wurde, blieb er ein einfacher und vor allem tief religiöser Mann, der sich zeitlebens nur für drei Dinge interessierte: die Bibel, seine Familie und das Meer.“ Als Flottenkommandeur agierte er vorsichtig und vermied jedes unnötige Risiko, was ihn in Konflikt mit dem offensiveren Vizeadmiral Cornelis Tromp brachte.

## Erinnerung

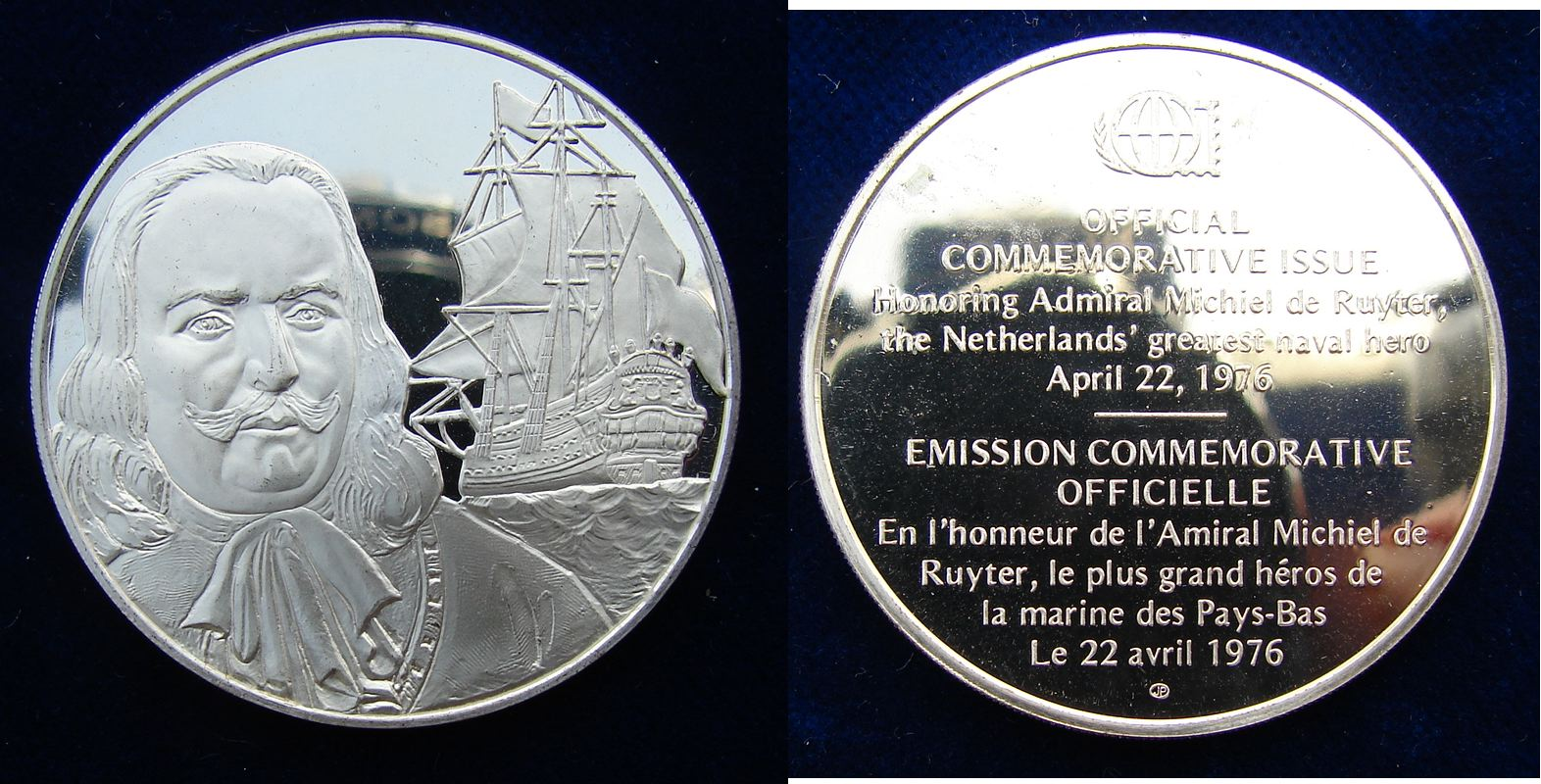
Admiral M. de Ruyter auf einer Medaille zum Gedenken seines 300. Todesjahres nach der Seeschlacht bei Augusta

- Petrus Francius hielt eine Trauerrede auf de Ruyter während der Bestattungsfeierlichkeiten in der Nieuwe Kerk zu Amsterdam.[4]
- de Ruyter ist ein Traditionsname in der niederländischen Marine.
- Denkmäler von ihm stehen in Vlissingen und im ungarischen Debrecen.
- In der Walhalla bei Regensburg befindet sich eine Büste.
- Sein Porträt ist auf den 1970–1977 ausgegebenen 100 NLG-Banknoten dargestellt.[5]
- Der niederländische Komponist Gerard Boedijn setzte Michiel de Ruyter in seiner 1950 erschienenen Konzertouvertüre für Blasorchester Michiel Adriaanszoon ein klingendes Denkmal.
- Der Admiral gehört zum neuen offiziellen Canon Geschichte im niederländischen Schulunterricht.
- 2004 wurde de Ruyter bei einer Abstimmung des niederländischen Fernsehsenders Katholieke Radio Omroep zum siebtgrößten Niederländer gewählt.
- 3 Krankenhäuser und medizinische Versorgungszentren in der niederländischen Provinz Zeeland wurden nach ihm benannt,  das Admiraal De Ruyter Ziekenhuis Vlissingen, das Admiraal De Ruyter Ziekenhuis Goes und das Admiraal De Ruyter Ziekenhuis Zierikzee

## Verfilmung
- Mit Der Admiral – Kampf um Europa entstand 2015 ein niederländischer Film von Roel Reiné über den Admiral, der in vielen Punkten historisch unkorrekt und erfunden ist.